# Каррел
Каррел — небольшой стол (обычно) с высокими стенками, предназначенный для визуальной изоляции пользователя от любого окружения, частично или полностью.

## Описание
Каррелы чаще всего встречаются в академических библиотеках. Большинство столов имеют прямоугольную форму. Над основной областью рабочего стола часто бывает полка для книг. Иногда сиденье встроено в стол. В отличие от письменного стола, столы Каррела обычно не имеют ящиков для документов или других приспособлений. С конца 1990-х годов в некоторых конструкциях столов Каррела предусмотрены розетки переменного тока и Ethernet для студентов, использующих портативные компьютеры.
Как и школьная парта, каррел обычно производится и продаётся в больших количествах для рынков оборудования учебных заведений. Они сделаны отдельно или сгруппированы вместе, с общими сторонами или стенами или без них.
Слово «Каррел» может также относиться к небольшой изолированной «комнате для занятий» в публичных библиотеках и университетских городках; обычно в комнате есть запирающаяся дверь, ключ от которой пользователю предоставляется по запросу. Каррел обычно содержит письменный стол (не обязательно тот, который описан выше), стеллажи и лампу. Карреллы, как правило, довольно популярны в университетах и поэтому обычно быстро заняты. Это особенно актуально во время промежуточных экзаменов и выпускных. В них есть порты для подключения к Интернету, а также в том, что они в целом тише, чем в главном здании библиотеки. Каррелы также часто используются как временное хранилище для книг и материалов, с которыми пользователь не закончил, пока он находится на лекциях или в лабораториях.
Каррелы возникли в монастырях, чтобы помочь сдержать какофонию монахов, читающих вслух, как это было раньше. Каррелы впервые упоминаются в XIII веке в Вестминстерском аббатстве в Лондоне, на северной стороне Северной аллеи, хотя, вероятно, они существовали с конца XII века.